# Tragic Idol
Tragic Idol es el decimotercer álbum de estudio de la banda británica de metal gótico Paradise Lost.
Fue lanzado a la venta el 23 de abril de 2012 en Europa y el 24 de abril en Norteamérica a través de Century Media Records. Paradise Lost realizaron una gira promocional del mismo por el Reino Unido durante ese mes de abril, con la banda finlandesa Insomnium como grupo invitado.

## Lista de canciones
1. Solitary One
2. Crucify
3. Fear of Imprending Hell
4. Honesty in Death
5. Theories From Another World
6. In This We Dwell
7. To the Darkness
8. Tragic Idol
9. Worth Fighting For
10. The Glorious End

Canciones extra (edición japonesa)
1. Ending Through Changes
2. Never Take Me Alive (cover de Spear of Destiny)
3. True Belief (en vivo)
4. One Second (en vivo)
5. Say Just Words (en vivo)

## Formación
- Nick Holmes - Voz
- Greg Mackintosh - Guitarra
- Aaron Aedy - Guitarra
- Steve Edmonson - Bajo
- Adrian Erlandsson - Batería